# 吐槽紙扇
- 關於能樂、講談（日语：講談）、落語使用的折扇，請見「張扇」。
- 關於應援使用的摺疊紙板道具，請見「拍拍扇」。
- 關於吉本興業所屬的搞笑藝人，請見「HARISENBON」。

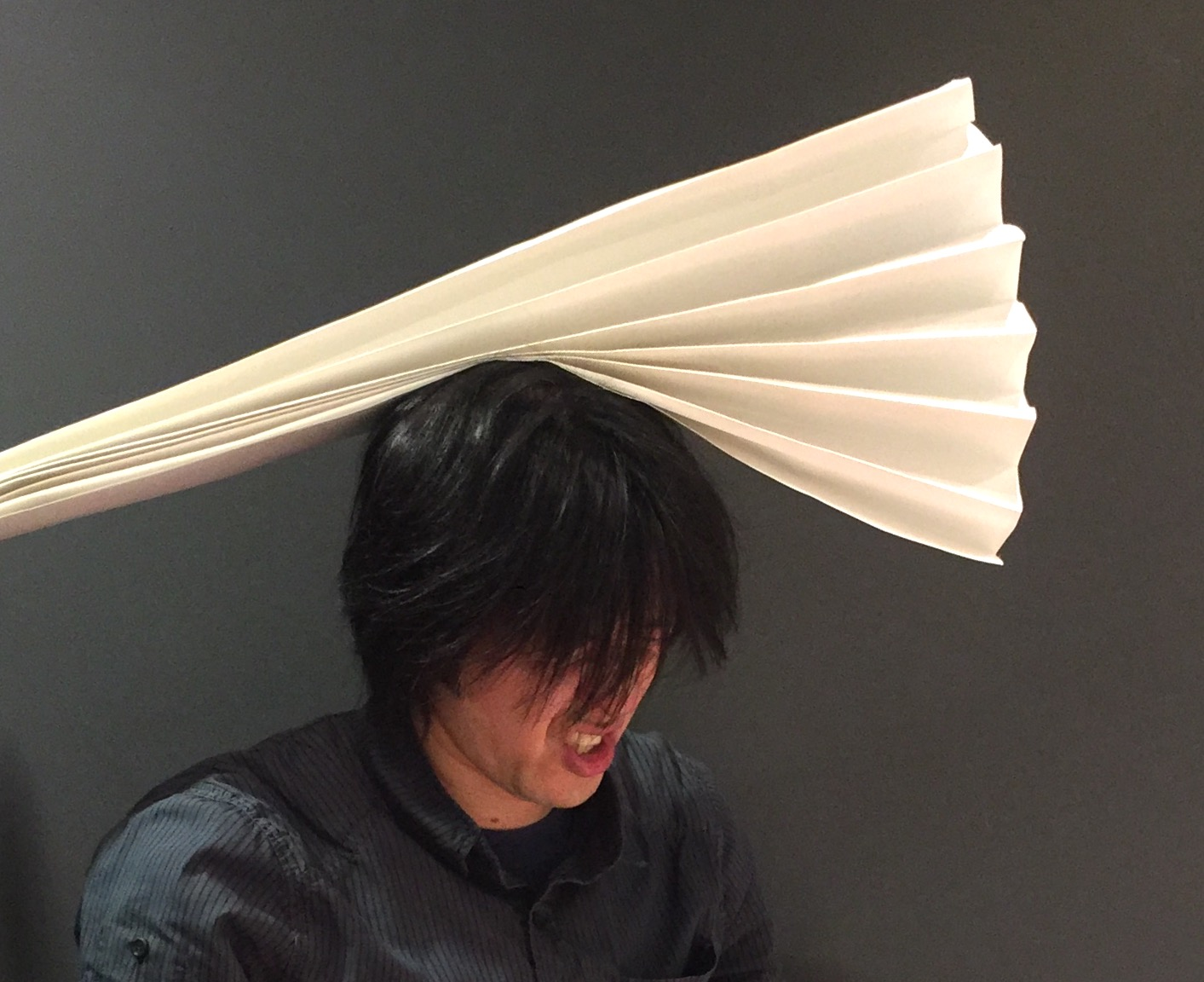
吐槽紙扇擊中頭部的瞬間

吐槽紙扇（日語：ハリセン，羅馬化：Harisen）是日本漫才、幽默剧使用的道具，由昭和時代著名搞笑團體チャンバラトリオ，其中成員南方英二發明。
吐槽紙扇的形狀類似日本傳統藝術萬歲使用的張扇，以及應援使用的拍拍扇。弟子青野敏行表示，拍打時會發出巨大的聲響，但被打的人不會感覺疼痛，才是優良的吐槽紙扇。